# 姉倉比売神社

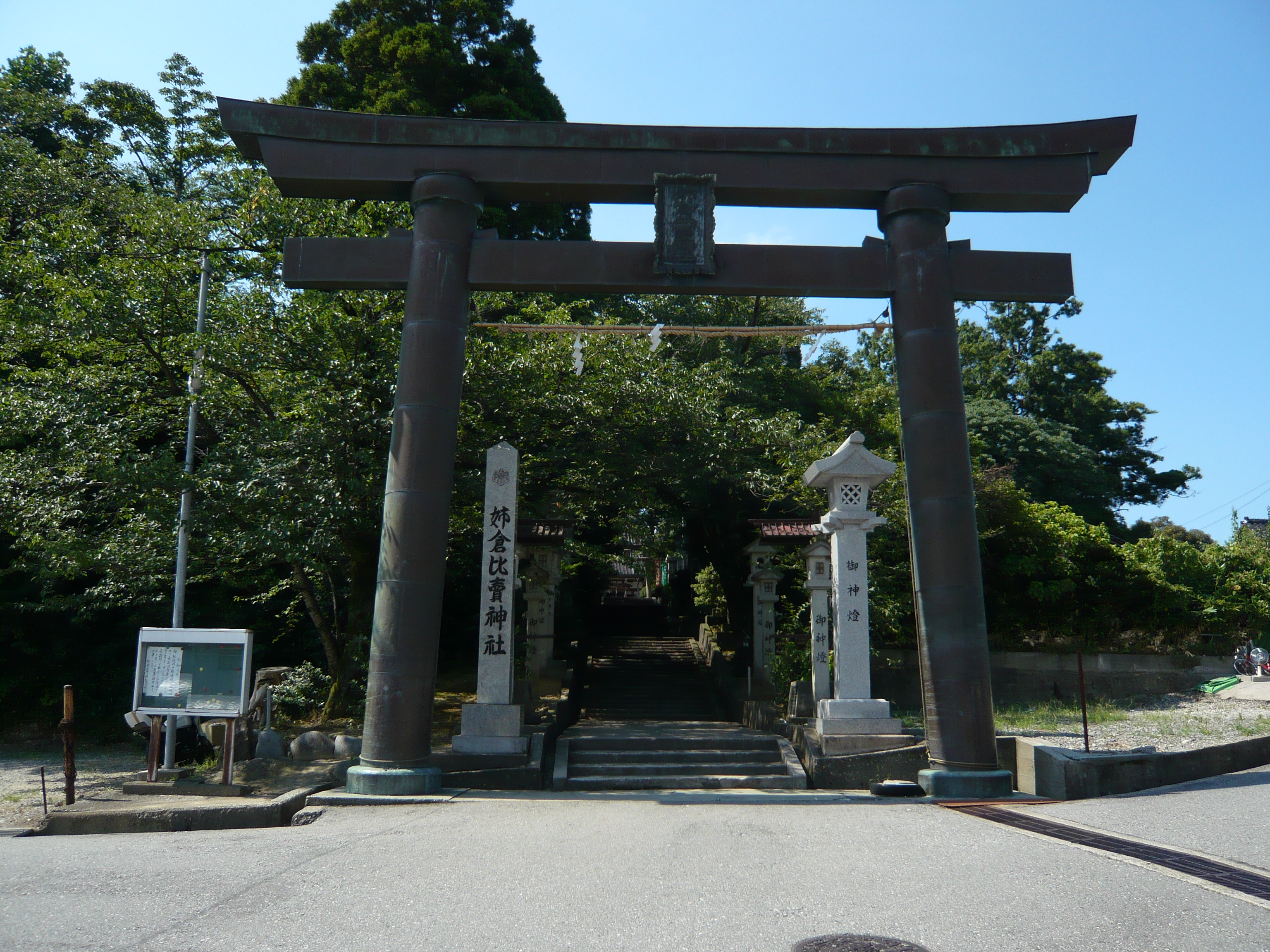
呉羽の姉倉比売神社

姉倉比賣神社（あねくらひめじんじゃ）は、富山県富山市にある神社である。姉倉姫神社とも表記する。古墳の上に建造されている。
富山市内に同名社が2社（呉羽姫本、舟倉）あり、どちらも式内社「越中国婦負郡 姉倉比売神社」の論社となっている。どちらも旧社格は村社。

## 祭神
祭神は姉倉比売神（あねくらひめのかみ）である。両社の社伝を総合すると、姉倉比売神は一帯の賊を征伐して、船倉山に居を構えて統治し、地元民に農耕、養蚕、機織などを広めた。「泉達録」では、姉倉比売神は能登の伊須流伎比古神（伊須流岐比古神社の祭神）と夫婦であったが、伊須流伎比古神は仙木山の能登比咩神（能登比咩神社の祭神）と契りを交わしてしまった。怒った姉倉比売神は船倉山の石を投げつくして能登比咩神を攻撃し、姉倉比売神の妹の布倉比売神もそれに加勢し、高志国は大乱となった。出雲の大己貴命が高御産巣日神の命によって高志国に赴き、集まった五柱の神々と共にその乱を鎮圧した。姉倉比売神は混乱を引き起こした罰として、領地を没収されて呉羽小竹に流され、土地の女性たちに機織を教えるよう命じられたという。布倉比売神も同様の罰を負った。また、大己貴命達は残った二神を攻め上げ、最後は伊須流伎比古神と能登比咩神を浜辺で処罰した。
「婦負郡」という地名は姉倉比売神にちなむものであり、「呉羽」の地名も機織に関係のあるものである。
呉羽の姉倉比売神社は他に天照皇大神・大己貴命・武御名方主命を主祭神とする。

## 概要
呉羽姫本
- 所在地 - 富山県富山市呉羽町1,813番地[1]。
- 境内地 - 3,950坪（前方後円墳の丘にあった）[1]

越中最古の神社と称されている。近くは上杉謙信の上洛の根拠地として、1537年（元文7年）に社鎮二百石を寄進し、1546年（永禄7年）2月26日に当社に願文を奉納す。1721年（享保5年）7月17日に田中社を奉遷し合祀。1870年（明治3年）に本殿が再建され、1876年（明治9年）5月11日に神明社を奉遷し合祀。1897年（明治30年）に社殿が再建。1955年（昭和30年）、神殿上屋新築し、1978年（昭和53年）、拝殿が大修理される『富山県神社誌』（1983年11月10日、富山県神社庁編集・発行）112頁。
船倉
- 所在地 - 富山県富山市船倉2,360番地[2]。
- 境内地 - 13,157坪[2]

大宝年中創立（貴福上人が真言宗常龍寺を建立）。寛文年中に常龍寺が焼失したため、その跡地に当神社が鎮座したとされる。1906年（明治39年）4月20日、旧指定社に列する。